# 8Dエンターテインメント
8Dエンターテインメント（エイトディーエンターテインメント、에잇디 엔터테인먼트）は、韓国ソウル特別市に存在する芸能プロダクション、サービスグループである。2017年3月23日にキム・シンエによって飲食サービス会社として設立され、その後エンターテインメント業界にも展開を広げる。
「8D」という名前は、「：D（幸せそうな顔）の絵文字」に基づいており、実業家と離婚した独身の母親としての彼女の経験と、「ファンキーな」職場を作るという彼女の使命の両方を象徴している。

## 歴史
キム・シンエは、8Dクリエイティブを設立する前は、パン屋「goodovening」（後に日本企業に売却）とピザチェーン店「Mick Jones's Pizza」を開店させた経験がある。
2017年3月23日、飲食サービス会社として「8Dクリエイティブ」が設立され、江南区の島山公園 に「8Dソウルカフェ」を運営している。その後、ESV（慶南製薬ヘルスケア）に売却され、キム・シンエが社長兼最高経営責任者を務めた。この買収により、同社は音楽やエンターテインメントなどの他の業界へと展開を広げるようになった。
2019年4月30日、タレントマネジメント「WIPエンターテインメント」と音楽レーベル「RSVPエンターテインメント」を子会社として設立。
2020年11月12日、RSVPエンターテインメントと統合し、「8Dエンターテインメント」に改名した。キム・シンエが同社の常務取締役に就任し、パク・ジンヒョンが社長兼最高経営責任者に就任した。

## 子会社
- WIP - タレントマネジメントエージェンシー
- Féerien - 美容製品会社
- Thief＆Heist - 宝石店（Thief＆Heist LLCとの共同）
- IVSI - アイウェア会社
- 8D F＆B - フードサービス会社
  - 8Dシティカフェ
  - THA TABLE（タイ料理）
  - SUSU-SHISHI（日本料理）
  - 'トープ]（ヨーロッパのカジュアルダイニング）

## 所属アーティスト

### 8Dエンターテインメント
- カン・ヘウォン
- OnlyOneOf
- チェ・ハート

### WIP
- カム・ウソン
- チョンサラ
- キム・ハキョン
- キム・イニ
- キム・ミンジョン
- テギョンコ
- パク・シンア
- パク・ユナ
- ヤン・ミギョン

## 過去の所属アーティスト
- チェ・ユハ（2018-2019）
- チョン・カンヒ（2018-2019）
- キム・キボム（2018-2019）
- イ・ソラ（2018-2019）
- エリナタシロ（2018-2019）
- パク・ジヨン（2018-2020）
- シン・イェジ（2018-2020）
- カン・イェスル（2018-2021）
- コ・ソンミン（2018-2021）
- ユ・イニョン（2018-2021）